# European Fireball Network
Le European Fireball Network (EFN) est un réseau de caméras situé en Europe Centrale destiné à l'observation des bolides pénétrant dans l'atmosphère. Le traitement des données issues de ces observations permet de faciliter la récupération des météorites qui en résultent éventuellement ainsi que d'identifier l'origine de ces objets dans le système solaire. 

## Historique

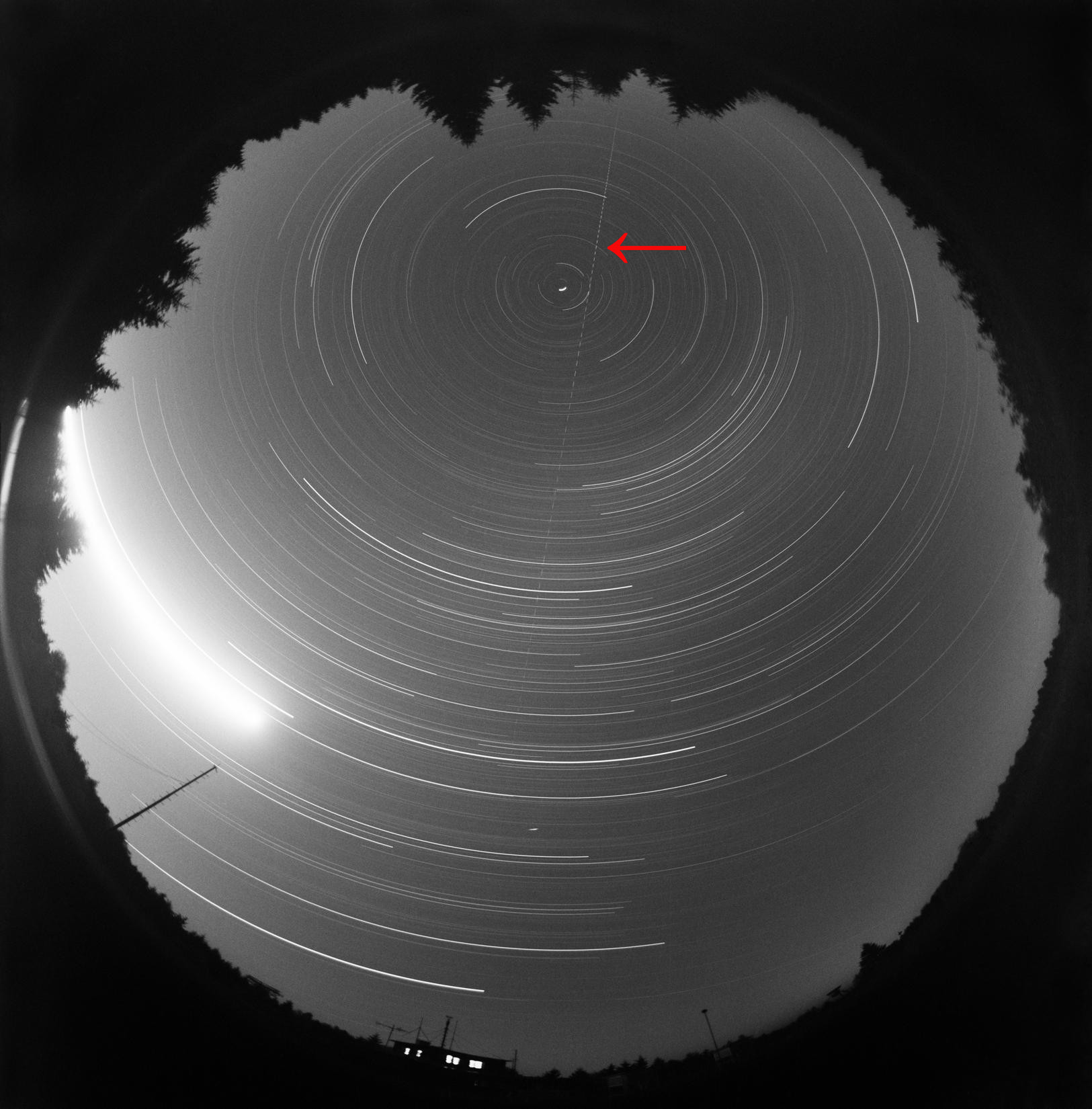
Météoroïde du 13 octobre 1990 prise à. La trace brillante à gauche est la Lune.

Le réseau a été créé par l'observatoire d'Ondřejov, alors en Tchécoslovaquie (aujourd'hui en Tchéquie), à l'initiative de Zdeněk Ceplecha après la chute de la météorite de Příbram le 7 avril 1959, première météorite observée simultanément par plusieurs stations. En 1963 le réseau comptait cinq stations. Il a ensuite été étendu (vers 1968) par l'installation d'une quinzaine de nouvelles stations en Allemagne[pas clair] et baptisé European Fireball Network.
Le réseau comprend actuellement 34 stations de caméras situées en Allemagne, en république tchèque, aux Pays-Bas, en Belgique, au Luxembourg, en Suisse, en Slovaquie et en Autriche, à des altitudes allant jusqu'à 1 846 m au-dessus du niveau moyen de la mer. Les caméras sont séparées par une distance d'environ 100 km. Elles couvrent une zone d'environ 1 000 000 km2 et photographient l'ensemble du ciel visible. Les caméras des stations tchèques sont équipées d'objectifs fisheye. Les enregistrements du ciel sont effectués chaque nuit avec un temps d'exposition long. L'observation simultanée d'un objet depuis plusieurs stations permet une reconstruction tridimensionnelle de sa trajectoire par triangulation. Le réseau est exploité conjointement par le DLR et l'institut de recherche planétaire de Prague (observatoire d'Ondřejov). Il produit environ 10 000 images par an, documentant environ 1 200 heures d'observations par ciel clair. Ses caméras détectent environ 50 gros météores par an,.
L'observation la plus significative du réseau à ce jour est la chute de la météorite de Neuschwanstein le 6 avril 2002. Les données détaillées obtenues à partir de plusieurs stations ont permis une reconstruction précise non seulement de la trajectoire du météore dans l'atmosphère terrestre, mais aussi de son orbite autour du Soleil. La similarité des orbites reconstituées des météorites de Neuschwanstein et de Příbram a permis d'associer ces météorites au même corps parent,,,,.